# Alexander Rinnooy Kan
Alexander Hendrik George Rinnooy Kan (Scheveningen, 5 oktober 1949) is een Nederlandse wiskundige en voormalig senator voor Democraten 66 (D66).
Rinnooy Kan is hoogleraar economie en bedrijfskunde aan de Universiteit van Amsterdam sinds september 2012. Van augustus 2006 tot september 2012 is hij kroonlid en voorzitter geweest van de Nederlandse Sociaal-Economische Raad (SER). In de jaren 1991 - 1996 was hij voorzitter van de werkgeversorganisatie VNO en, na de fusie met het NCW, van de VNO-NCW. Van 1996 tot 2006 was hij lid van de Raad van Bestuur van ING Groep.

## Levensloop
Rinnooy Kan groeide op in Den Haag. Hij studeerde af in de wiskunde aan de Universiteit Leiden in 1972. In datzelfde jaar haalde hij zijn kandidaats econometrie aan de Universiteit van Amsterdam.
In 1972-1973 werkte Rinnooy Kan bij Spectrum Encyclopedia als wiskundig medewerker. Van 1973 tot 1977 was hij wetenschappelijk medewerker Wiskunde en Statistiek aan de Technische Hogeschool Delft. In die periode, in 1976, promoveerde hij aan de Universiteit van Amsterdam tot doctor in de wiskunde.
Rinnooy Kan ging in 1977 naar Erasmus Universiteit Rotterdam waar hij in 1980 hoogleraar Operationeel Onderzoek werd. In 1983 werd hij benoemd tot directeur van het Econometrisch Instituut en in 1986 benoemd tot rector magnificus van dezelfde universiteit. Tussendoor bekleedde hij ook gasthoogleraarschappen in o.a. Universiteit van Californië (Berkeley) en Massachusetts Institute of Technology (MIT). Zijn onderzoek bewoog zich op het gebied van de Operations Research. Hij was onder andere betrokken bij een geredigeerd werk over het handelsreizigersprobleem.
Van 1991 tot 1996 was Rinnooy Kan een van de voornaamste woordvoerders van het Nederlandse bedrijfsleven, als voorzitter van de Vereniging van Nederlandse Ondernemers (VNO) en, na de fusie tussen de VNO en het Nederlands Christelijk Werkgeversverbond (NCW), als voorzitter van de VNO-NCW.
Van 1996 tot 25 april 2006 was Rinnooy Kan lid van de raad van bestuur van ING Groep.
In april 2006 volgde hij Herman Wijffels op als voorzitter van de Sociaal-Economische Raad nadat hij unaniem was voorgedragen door de werkgevers- en de werknemersvertegenwoordigers in de SER. Aanvankelijk hadden de werknemersorganisaties wel bezwaren, omdat Rinnooy Kan in het verleden woordvoerder van de werkgevers was. Bovendien vonden de vakbonden hem een voorbeeld van een topfunctionaris met een veel te hoog salaris (bij de ING Groep), waar zij juist tegen protesteerden. In 2012 liep Rinnooy Kans voorzitterstermijn af.
Rinnooy Kan was lid van het Innovatieplatform totdat het platform in 2010 was opgeheven. Tot 2012 was hij lid van de Trilaterale Commissie. Van 1 juli 2012 tot 1 juni 2015 was hij voorzitter van de Raad van Commissarissen van De Nederlandsche Bank (DNB). Hij nam de functie over van Fokko van Duyne die aftrad wegens het bereiken van de maximale benoemingstermijn. Bij DNB nam Wim Kuijken het voorzitterschap van hem over.
Van 9 juni 2015 tot en met 11 juni 2019 was Rinnooy Kan lid van de Eerste Kamer. Hij woont in Aerdenhout.

## Nevenfuncties
Rinnooy Kan heeft meerdere nevenfuncties. Zo is hij onder andere voorzitter van de raad van commissarissen van Het Concertgebouw N.V., voorzitter van de raad van toezicht van het Prins Bernhard Cultuurfonds, voorzitter van de raad van toezicht van de Stichting Lezen & Schrijven en voorzitter van de raad van toezicht van De Balie. Verder adviseert hij de sociale startup Deedmob. In 2012 werd hij hoogleraar Economie en Bedrijfskunde aan de Universiteit van Amsterdam. Verder is hij voorzitter van de Wetenschappelijke en Maatschappelijke Adviesraad Universiteit voor Humanistiek. Ook is hij voorzitter raad van toezicht AMC. Hij zit tevens in het Comité van Aanbeveling van de Nederlandse Wereldwijde Studenten om het studeren in het buitenland te stimuleren.
Rinnooy Kan is tevens ambassadeur van Stichting JDRF Nederland, een stichting die fondsen werft voor onderzoek naar type 1-diabetes. Rinnooy Kan heeft sinds 2010 type 1-diabetes.
Hij heeft een eredoctoraat en in de economie van de Vrije Universiteit Brussel, van Tilburg University en ook de Open Universiteit heeft hem als eredoctor benoemd. Het dagblad de Volkskrant heeft hem in 2007, 2008 en 2009 uitgeroepen tot de meest invloedrijke man van Nederland.
Op 22 april 2022 werd bekendgemaakt dat de ministerraad op voorstel van de minister van Binnenlandse Zaken en Koninkrijkrelaties heeft ingestemd met de benoeming van Rinnooy Kan tot voorzitter van het Adviescollege rechtspositie politieke ambtsdragers. De benoeming ging in per 28 april van dat jaar.